# American Idol
American Idol (voorheen bekend als American Idol: The Search for a Superstar) is een Amerikaans televisieprogramma. Het maakt deel uit van de Idolsserie. Het programma heeft al twee Grammy Award-winnaars opgeleverd, namelijk Kelly Clarkson en Carrie Underwood.
Het programma werd uitgezonden door de tv-zender FOX (2002-2016), vanaf 2018 via de tv-zender ABC.
Door het succes van het programma kwam er de film From Justin to Kelly en de kinder-talentenjacht American Juniors, die in 2003 uitgezonden werd.
In de Verenigde Staten is het programma sinds 2005 het best bekeken programma op televisie.

## Presentatie
Het programma wordt gepresenteerd door Ryan Seacrest en tijdens seizoen 1 met Brian Dunkleman. 

## Overzicht
| Seizoen | Presentatie   | Presentatie                                                          | Jury             | Jury            | Jury                          | Jury | Gastjurylid |
| ------- | ------------- | -------------------------------------------------------------------- | ---------------- | --------------- | ----------------------------- | --- | ----------- |
| 1       | Ryan Seacrest | Brian Dunkleman                                                      | Simon Cowell     | Paula Abdul     | Randy Jackson                 | |             |
| 2       | Ryan Seacrest |                                                                      | Simon Cowell     | Paula Abdul     | Randy Jackson                 | Lionel Richie, Robin Gibb                                                                                                  |             |
| 3       | Ryan Seacrest | Donna Summer, Quentin Tarantino                                      | Simon Cowell     | Paula Abdul     | Randy Jackson                 | |             |
| 4       | Ryan Seacrest | Gene Simmons, LL Cool J, Brandy Norwood, Mark McGrath, Kenny Loggins | Simon Cowell     | Paula Abdul     | Randy Jackson                 | |             |
| 5       | Ryan Seacrest |                                                                      | Simon Cowell     | Paula Abdul     | Randy Jackson                 | |             |
| 6       | Ryan Seacrest | Carole Bayer Sager, Jewel, Olivia Newton-John                        | Simon Cowell     | Paula Abdul     | Randy Jackson                 | |             |
| 7       | Ryan Seacrest |                                                                      | Simon Cowell     | Paula Abdul     | Randy Jackson                 | |             |
| 8       | Ryan Seacrest | Kara DioGuardi                                                       | Simon Cowell     | Paula Abdul     | Randy Jackson                 | |             |
| 9       | Ryan Seacrest | Kara DioGuardi                                                       | Simon Cowell     | Ellen Degeneres | Randy Jackson                 | Victoria Beckham, Katy Perry, Shania Twain, Neil Patrick Harris, Avril Lavigne, Mary J. Blige, Joe Jonas, Kristen Cheoweth |             |
| 10      | Ryan Seacrest | Steven Tyler                                                         | Jennifer Lopez   |                 | Randy Jackson                 | |             |
| 11      | Ryan Seacrest | Steven Tyler                                                         | Jennifer Lopez   |                 | Randy Jackson                 | |             |
| 12      | Ryan Seacrest | Nicki Minaj                                                          | Keith Urban      | Mariah Carey    | Randy Jackson                 | |             |
| 13      | Ryan Seacrest | Harry Connick jr.                                                    | Keith Urban      | Jennifer Lopez  |                               | |             |
| 14      | Ryan Seacrest | Harry Connick jr.                                                    | Keith Urban      | Jennifer Lopez  | Adam Lambert                  | |             |
| 15      | Ryan Seacrest | Harry Connick jr.                                                    | Keith Urban      | Jennifer Lopez  |                               | |             |
| 16      | Ryan Seacrest | Lionel Richie                                                        | Katy Perry       | Luke Bryan      |                               | |             |
| 17      | Ryan Seacrest | Lionel Richie                                                        | Katy Perry       | Luke Bryan      |                               | |             |
| 18      | Ryan Seacrest | Lionel Richie                                                        | Katy Perry       | Luke Bryan      |                               | |             |
| 19      | Ryan Seacrest | Lionel Richie                                                        | Katy Perry       | Luke Bryan      | Paula Abdul                   | |             |
| 20      | Ryan Seacrest | Lionel Richie                                                        | Katy Perry       | Luke Bryan      |                               | |             |
| 21      | Ryan Seacrest | Lionel Richie                                                        | Katy Perry       | Luke Bryan      | Alanis Morissette, Ed Sheeran | |             |
| 22      | Ryan Seacrest | Lionel Richie                                                        | Katy Perry       | Luke Bryan      |                               | |             |
| 23      | Ryan Seacrest | Lionel Richie                                                        | Carrie Underwood | Luke Bryan      |                               | |             |

## Jury
Onder meer Randy Jackson, Jennifer Lopez, Nicki Minaj en Steven Tyler hebben plaatsgenomen in de jury. Vanaf seizoen 16 bestaat de jury uit Lionel Richie, Katy Perry en Luke Bryan. Seizoen 22 zal het laatste seizoen zijn voor jurylid Perry.
| Jury              | S1 | S2 | S3 | S4 | S5 | S6 | S7 | S8 | S9 | S10 | S11 | S12 | S13 | S14 | S15 | S16 | S17 | S18 | S19 | S20 | S21 | S22 | S23 |
| ----------------- | -- | -- | -- | -- | -- | -- | -- | -- | -- | --- | --- | --- | --- | --- | --- | --- | --- | --- | --- | --- | --- | --- | --- |
| Paula Abdul       |    |    |    |    |    |    |    |    |    |     |     |     |     |     |     |     |     |     |     |     |     |     |     |
| Simon Cowell      |    |    |    |    |    |    |    |    |    |     |     |     |     |     |     |     |     |     |     |     |     |     |     |
| Randy Jackson     |    |    |    |    |    |    |    |    |    |     |     |     |     |     |     |     |     |     |     |     |     |     |     |
| Kara DioGuardi    |    |    |    |    |    |    |    |    |    |     |     |     |     |     |     |     |     |     |     |     |     |     |     |
| Ellen Degeneres   |    |    |    |    |    |    |    |    |    |     |     |     |     |     |     |     |     |     |     |     |     |     |     |
| Steven Tyler      |    |    |    |    |    |    |    |    |    |     |     |     |     |     |     |     |     |     |     |     |     |     |     |
| Jennifer Lopez    |    |    |    |    |    |    |    |    |    |     |     |     |     |     |     |     |     |     |     |     |     |     |     |
| Nicki Minaj       |    |    |    |    |    |    |    |    |    |     |     |     |     |     |     |     |     |     |     |     |     |     |     |
| Mariah Carey      |    |    |    |    |    |    |    |    |    |     |     |     |     |     |     |     |     |     |     |     |     |     |     |
| Keith Urban       |    |    |    |    |    |    |    |    |    |     |     |     |     |     |     |     |     |     |     |     |     |     |     |
| Harry Connick jr. |    |    |    |    |    |    |    |    |    |     |     |     |     |     |     |     |     |     |     |     |     |     |     |
| Katy Perry        |    |    |    |    |    |    |    |    |    |     |     |     |     |     |     |     |     |     |     |     |     |     |     |
| Lionel Richie     |    |    |    |    |    |    |    |    |    |     |     |     |     |     |     |     |     |     |     |     |     |     |     |
| Luke Bryan        |    |    |    |    |    |    |    |    |    |     |     |     |     |     |     |     |     |     |     |     |     |     |     |
| Carrie Underwood  |    |    |    |    |    |    |    |    |    |     |     |     |     |     |     |     |     |     |     |     |     |     |     |

### Gastjuryleden
Geregeld werden er gastjuryleden te zien als vervanging van een vast jurylid of ter aanvulling van het jurypanel. Onder meer Victoria Beckham, Adam Lambert, Shania Twain, Joe Jonas, ... zijn gezien geweest in het programma als gastjurylid.
In het 21ste seizoen werden Lionel Richie en Katy Perry 1 aflevering vervangen door Alanis Morissette en Ed Sheeran aangezien beiden niet aanwezig konden zijn wegens hun optreden op het Coronation Concert van koning Charles III.

## Edities

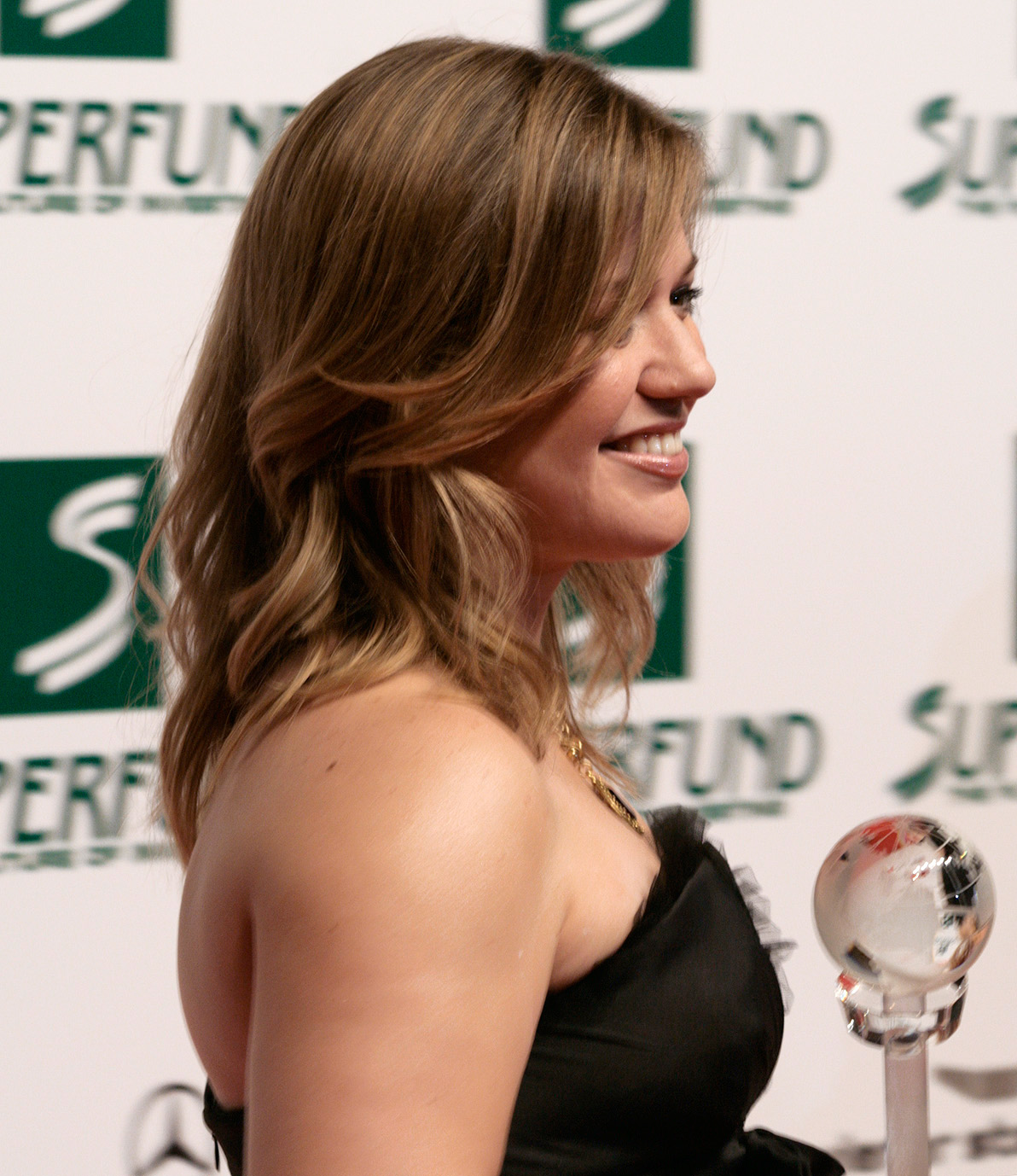
Winnaar seizoen 1 in 2002: Kelly Clarkson
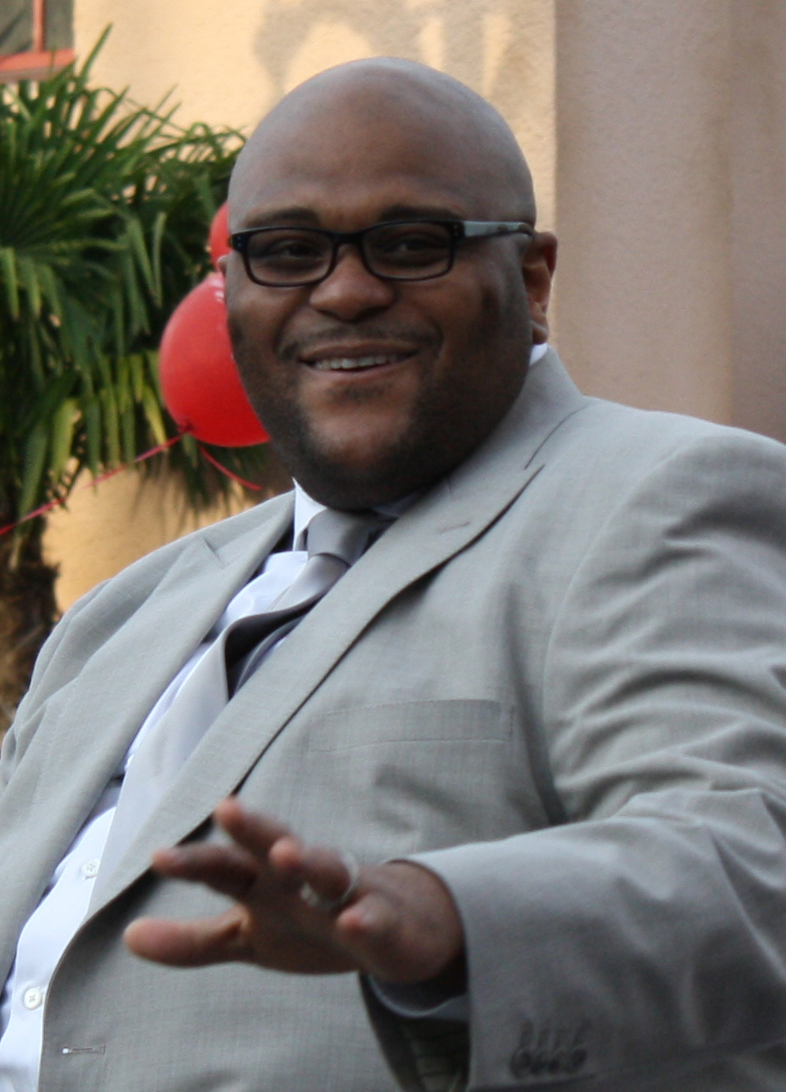
Winnaar seizoen 2 in 2003: Ruben Studdard
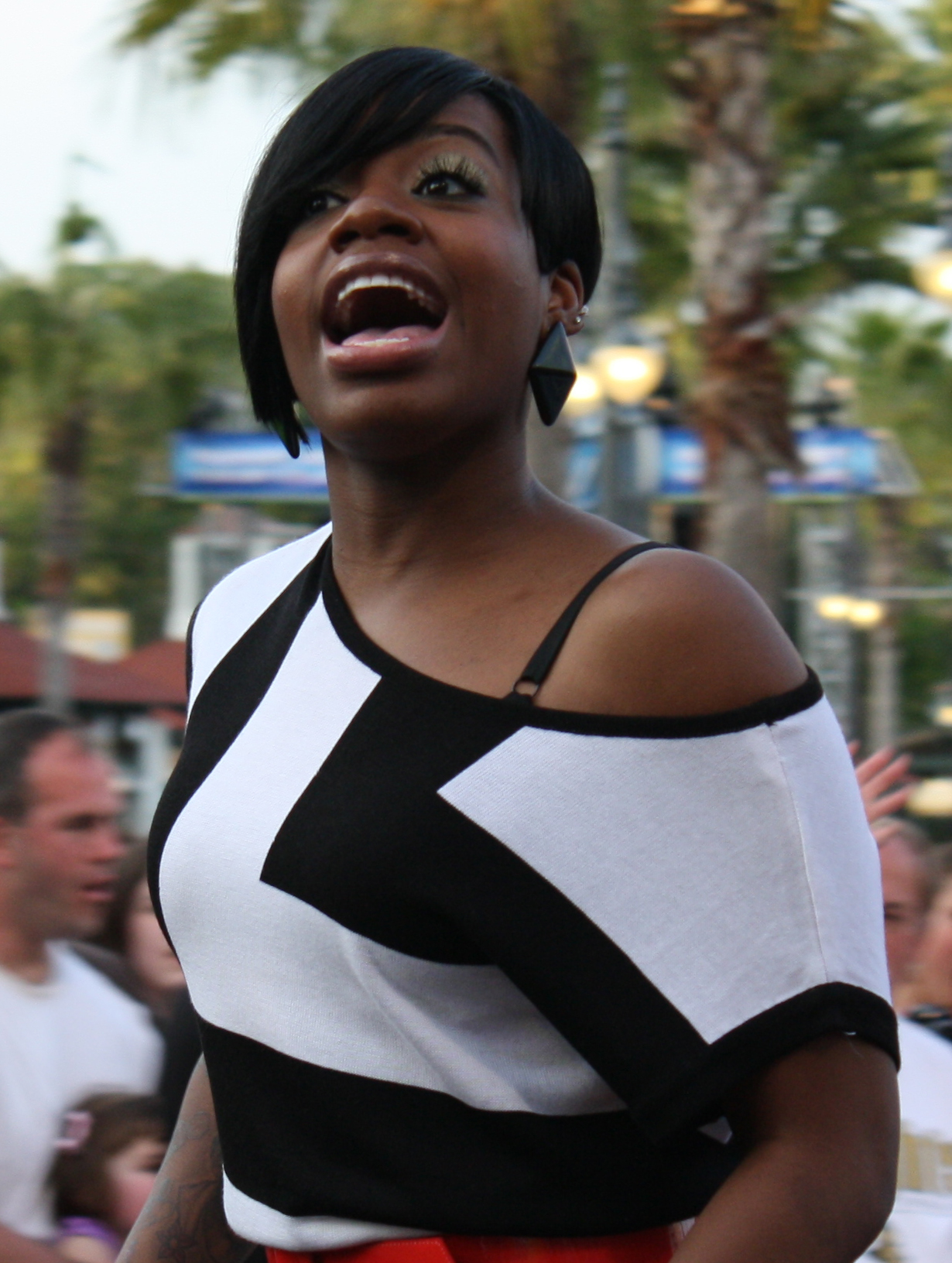
Winnaar seizoen 3 in 2004: Fantasia Barrino
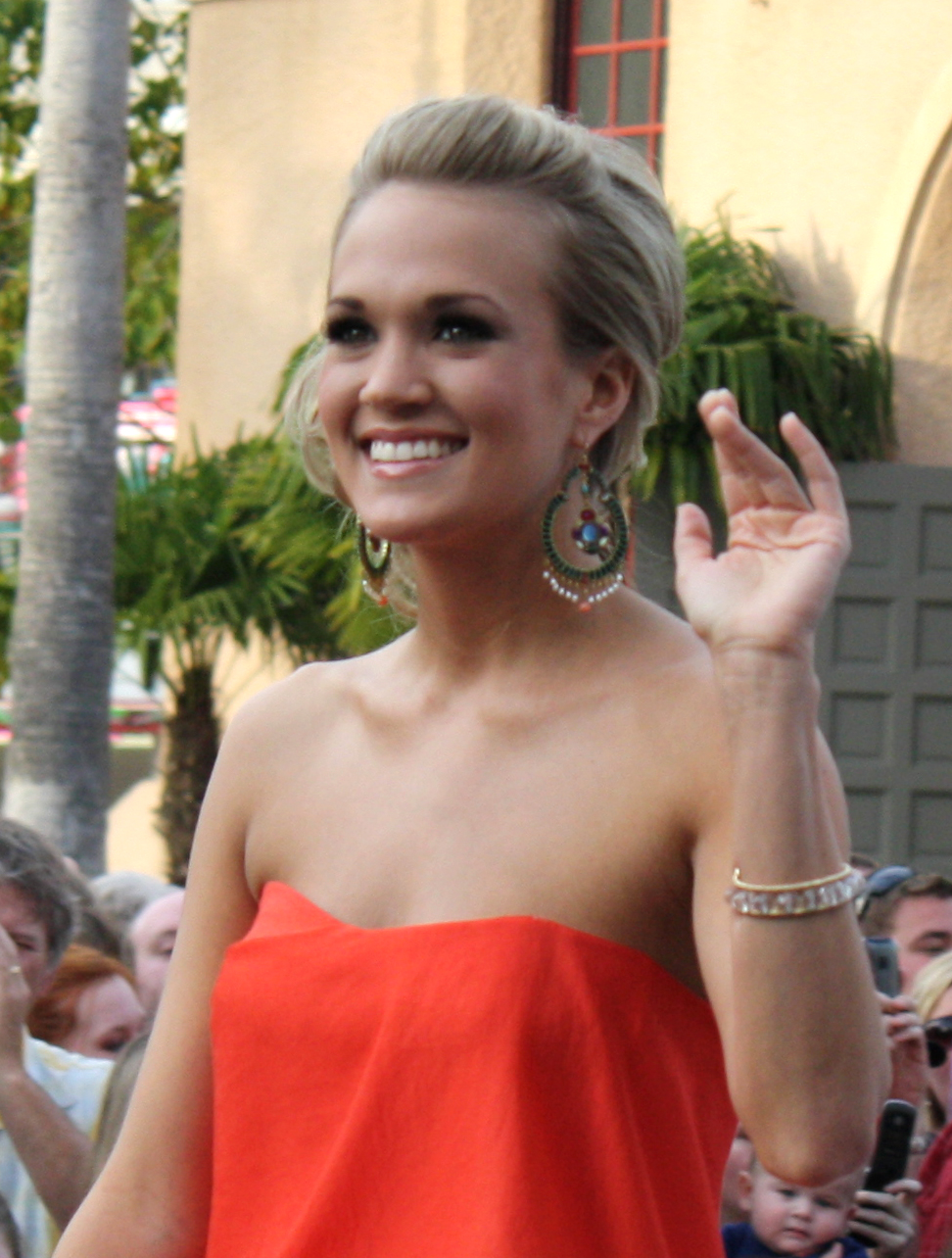
Winnaar seizoen 4 in 2005: Carrie Underwood
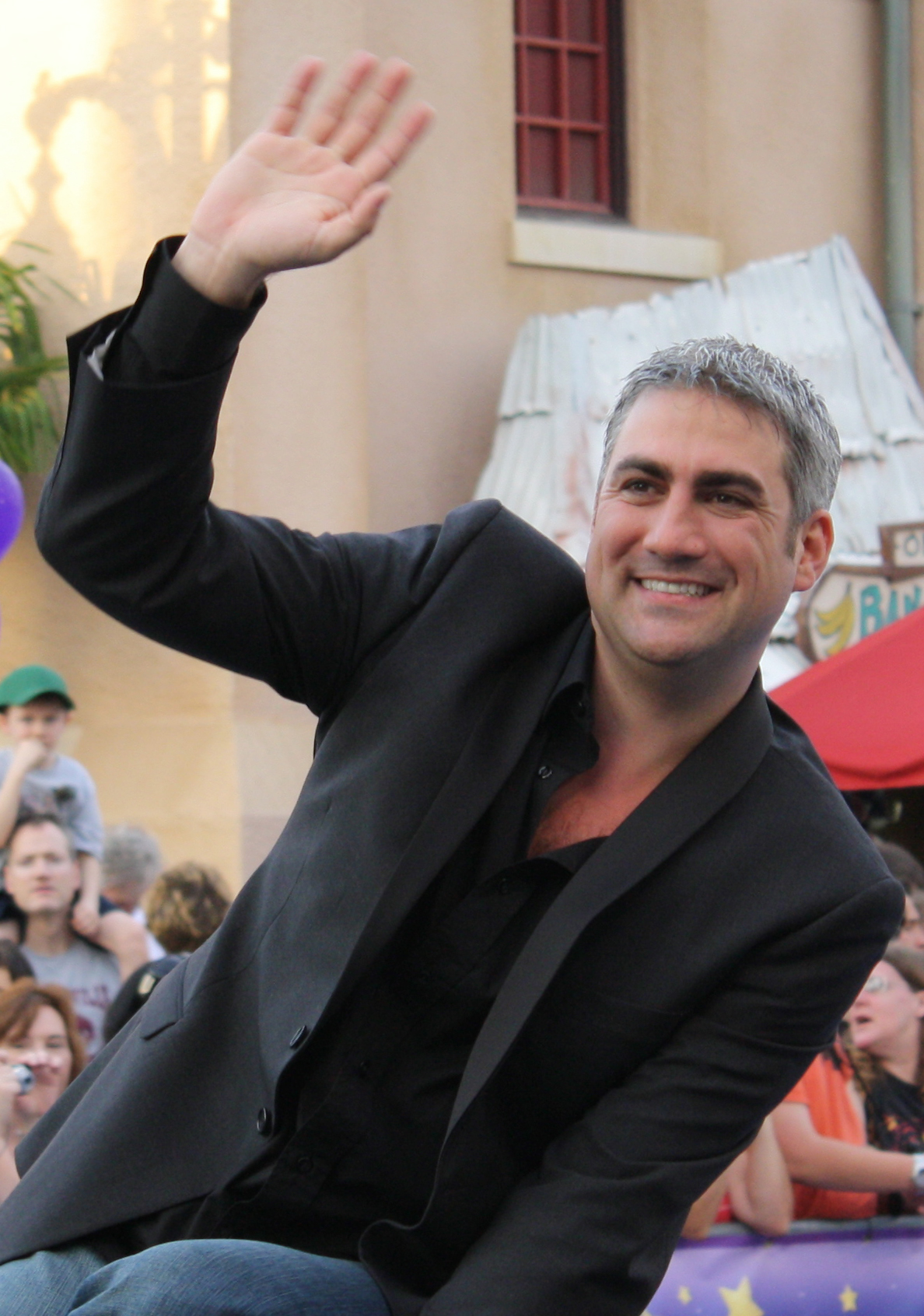
Winnaar seizoen 5 in 2006: Taylor Hicks
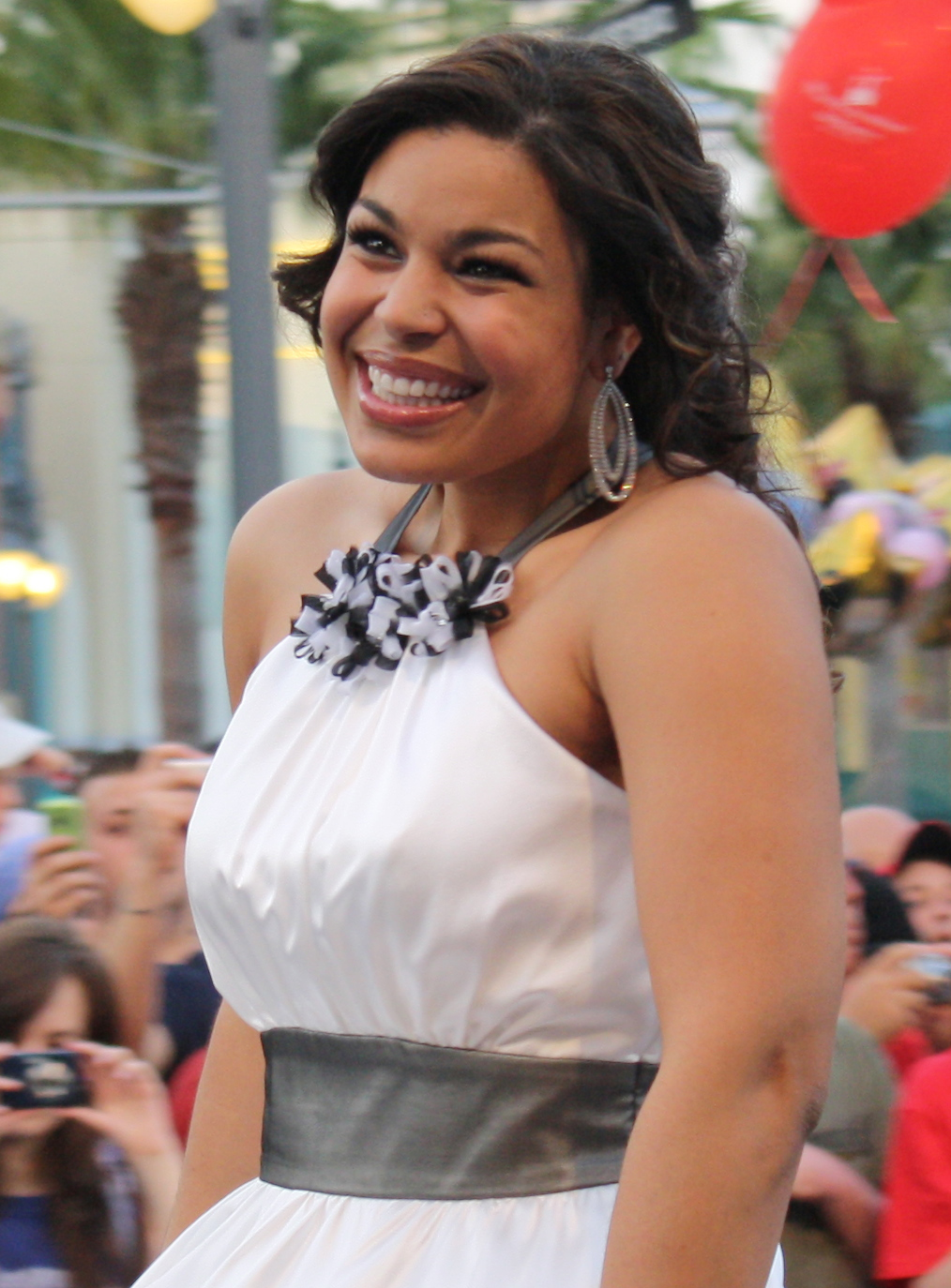
Winnaar seizoen 6 in 2007: Jordin Sparks
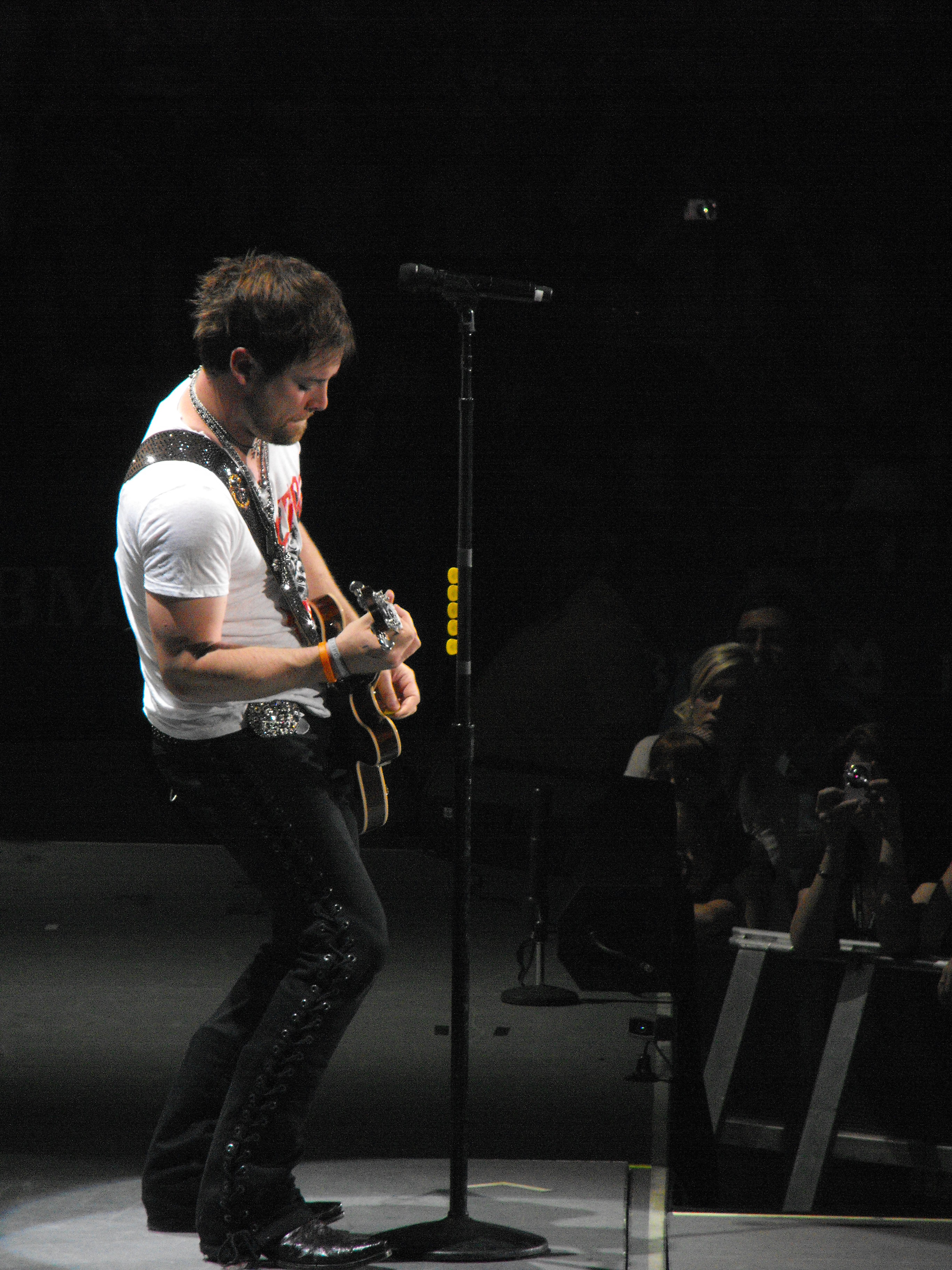
Winnaar seizoen 7 in 2008: David Cook
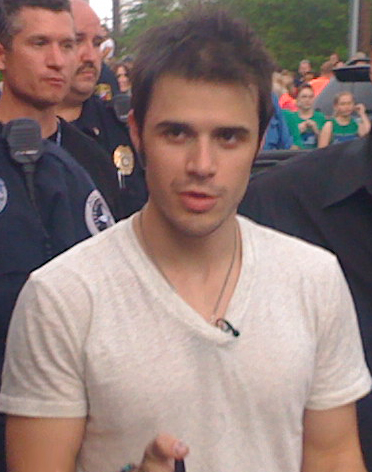
Winnaar seizoen 8 in 2009: Kris Allen
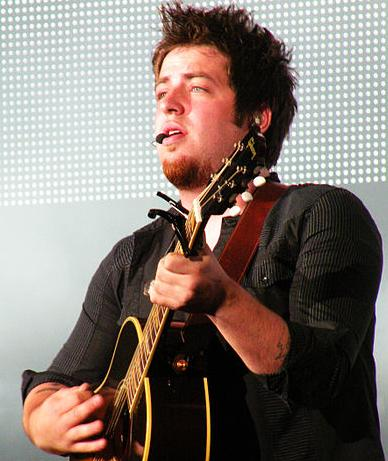
Winnaar seizoen 9 in 2010: Lee DeWyze
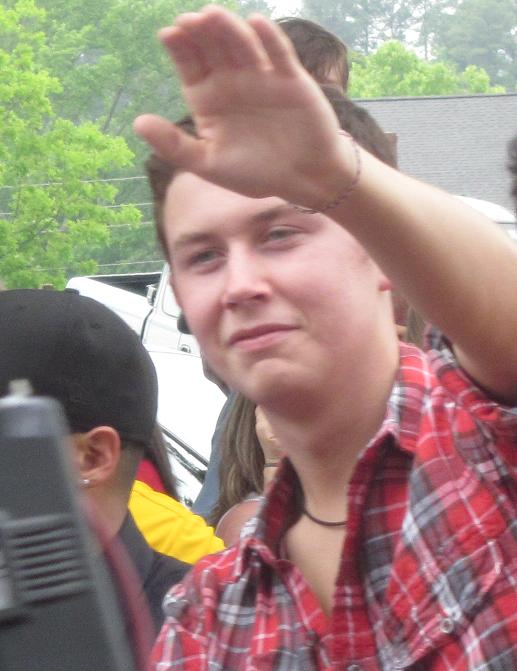
Winnaar seizoen 10 in 2011: Scotty McCreery
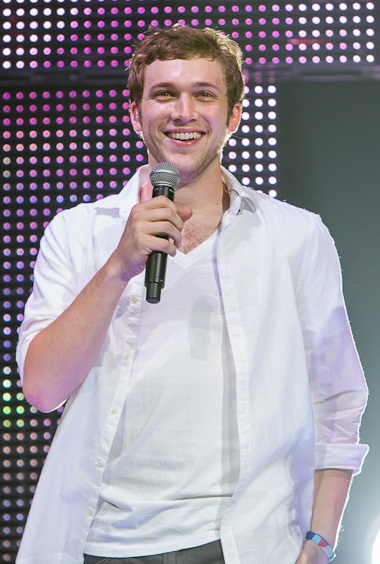
Winnaar seizoen 11 in 2012: Phillip Phillips
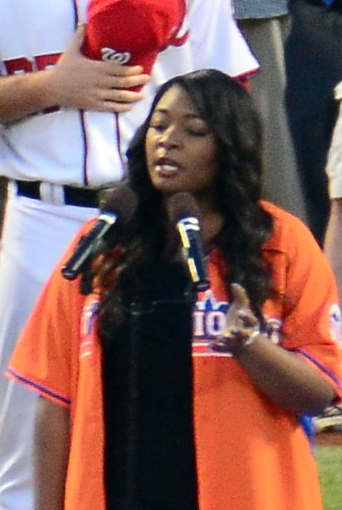
Winnaar seizoen 12 in 2013: Candice Glover
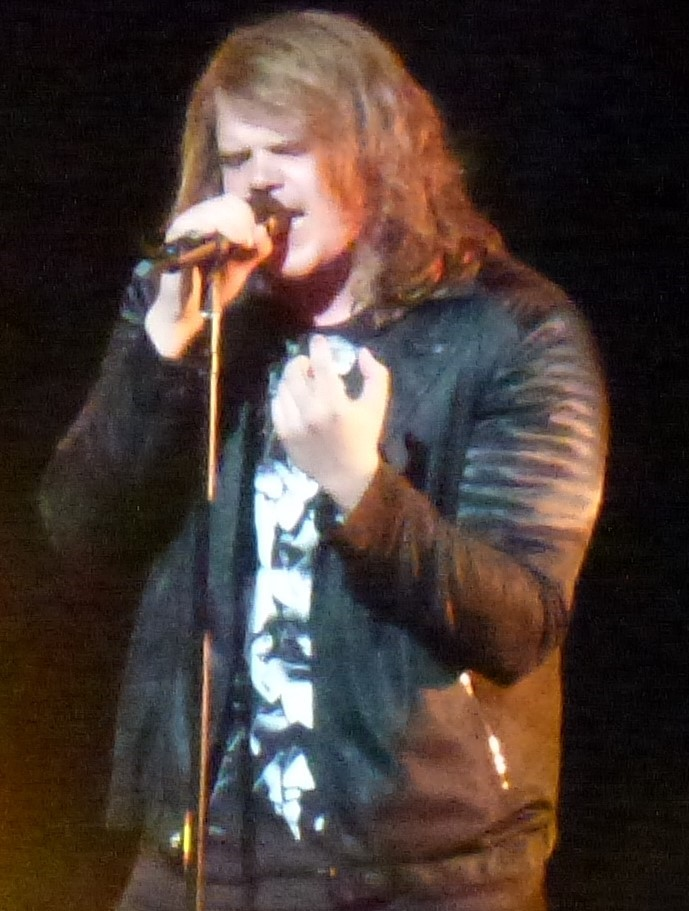
Winnaar seizoen 13 in 2014: Caleb Johnson
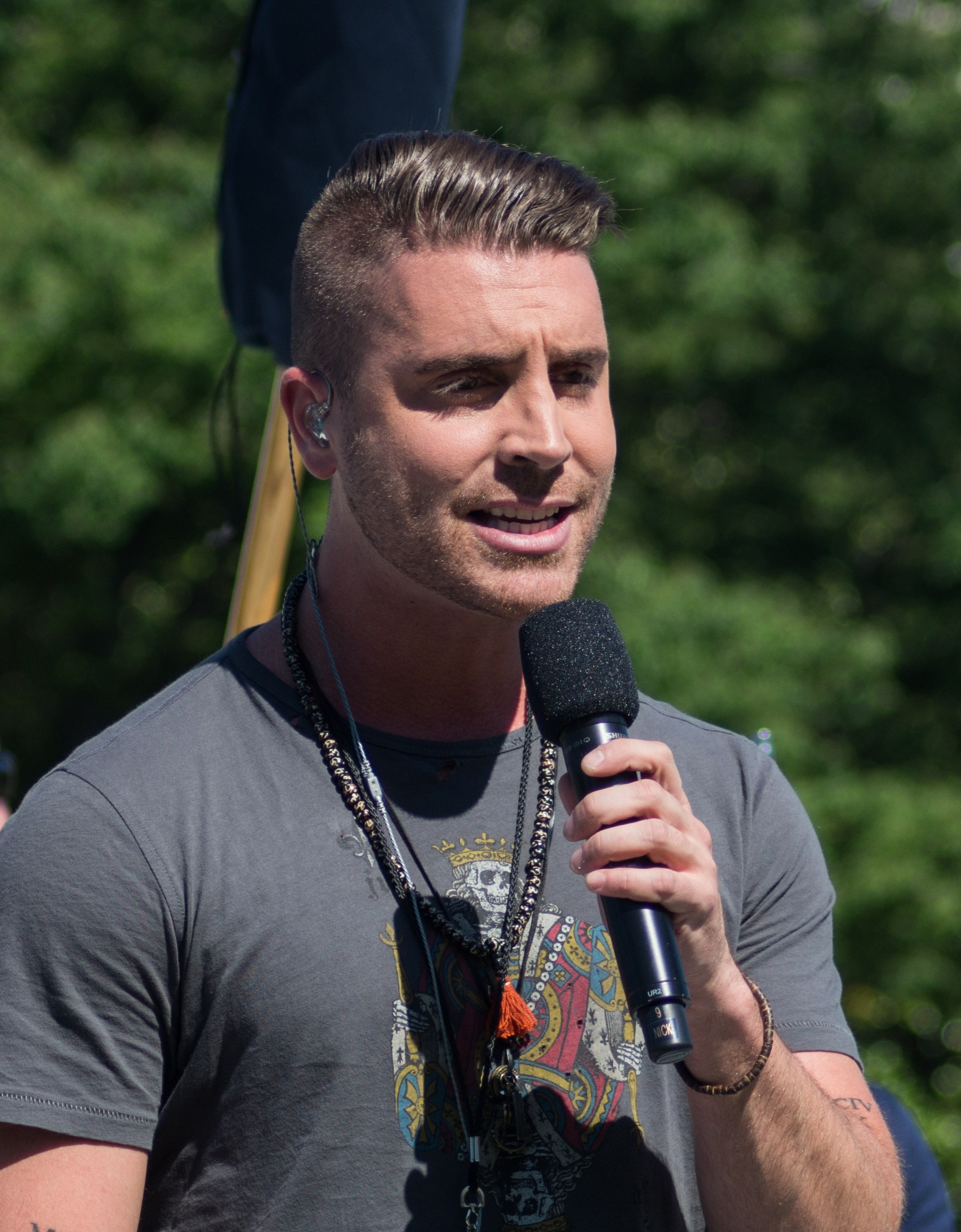
Winnaar seizoen in 2015: Nick Fradiani
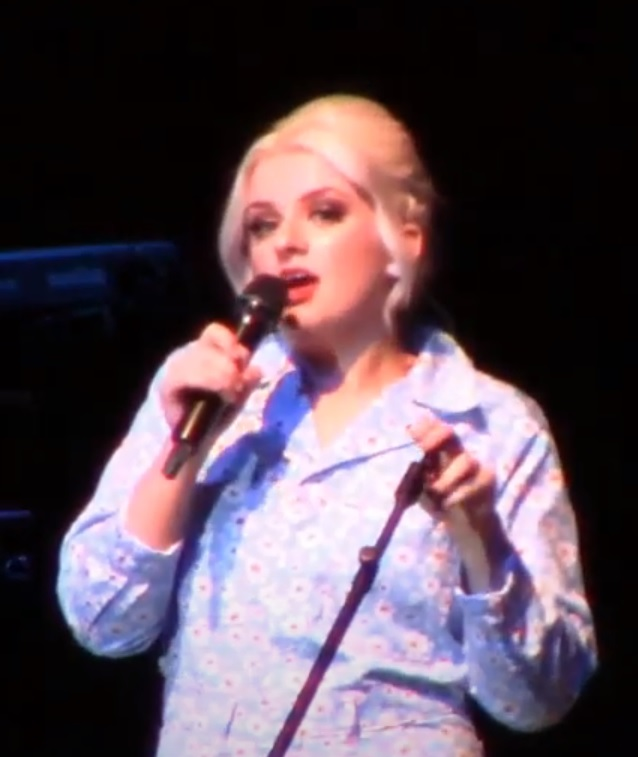
Winnaar seizoen in 2018: Maddie Poppe
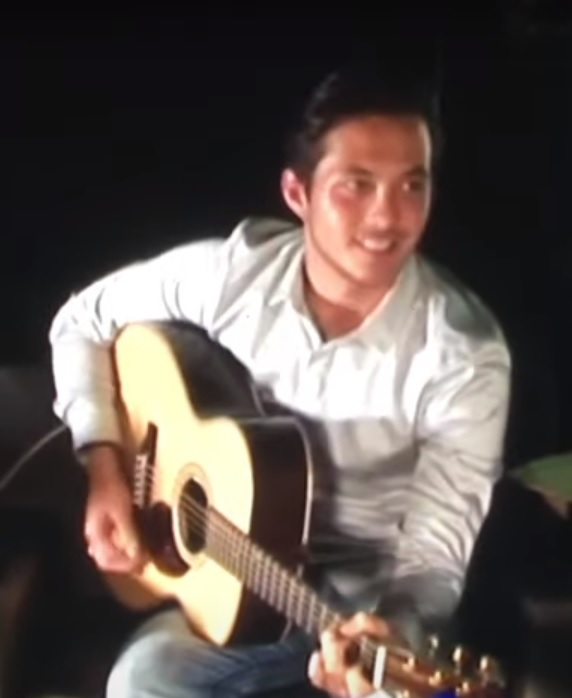
Winnaar seizoen in 2019: Laine Hardy

## Winnaars
- Winnaar seizoen 15 in 2016: Trent Harmon
- Winnaar seizoen 18 in 2020: Just Sam
- Winnaar seizoen 19 in 2021: Chayce Beckham
- Winnaar seizoen 20 in 2022: Noah Thompson
- Winnaar seizoen 21 in 2023: Iam Tongi
- Winnaar seizoen 22 in 2024: Abi Carter

## Albums
- American Idol Season 1 Greatest Moments
- American Idol Season 2 All-Time Classic American Love Songs
- American Idol Season 3 Greatest Soul Classics
- American Idol Sesaon 4 The Showstoppers
- American Idol Season 5 Encores